# Indianoinocellia mayana
Indianoinocellia mayana là một loài côn trùng trong họ Inocelliidae thuộc bộ Raphidioptera. Loài này được U. Aspöck et al. miêu tả năm 1992.